# Trauerweide (1918/1919)
Trauerweide ist ein Gemälde von Claude Monet. Es ist ein Beispiel aus einer Serie von Gemälden, die Trauerweiden darstellen und im Zeitraum 1918 bis 1919 entstand. 

## Bildinhalt
Das Gemälde zeigt eine schlanke Weide am Rand des Seerosenteiches, der mehrere Mal Gegenstand von Gemälden Claude Monets war. Es zeigt keinerlei Himmel, keinen Durchblick oder fließendes Gewässer. Dargestellt ist lediglich der Baum in einer farbigen Fläche, das nur durch die Lichtreflexe der Sonne belebt wird. Der Stamm des Baumes befindet sich links der Bildmitte. Die Krone wird vom Bildrand abgeschnitten. Die herabhängenden Zweige dominieren vorhanggleich den gesamten Bildraum. Grün-, Blau- und Brauntöne sind die bestimmenden Farben. Der Bildausschnitt, der eine geschlossene Gartenecke zeigt, wirkt auf den Betrachter geradezu bedrängend. Mareike Hennig hält zu dem Gemälde fest, dass anders als bei vielen Gartenbildern Monets hier der Ort kein farbiges Glücksversprechen sein, sondern das Gefühl einer umfassenden, einhüllenden Traurigkeit vermittle.

## Hintergrund
Die Serie an Gemälden mit Trauerweiden gehören zum Spätwerk Claude Monets und entstand unter dem Eindruck der Folgen des Ersten Weltkrieges. Mit der Serie wollte der Maler seine Trauer über die zahlreichen Menschen zum Ausdruck bringen, die während der Schlachten dieses Krieges gefallen sind. Claude Monet rückt mit der Serie vom reinen Impressionismus ab, sondern wählt die geschlossene Ecke und die einzelne Trauerweide symbolisch als Ausdruck des Kummers um die Welt.
Claude Monet bot am 12. November 1918, einen Tag nach der Unterzeichnung des Waffenstillstandsabkommen, seinem Freund, dem französischen Premierminister Georges Clemenceau das Gemälde als Geschenk an die französische Nation an. 

## Belege

### Einzelbelege
1. ↑  Mareike Hennig in Schulze et al., S. 286
2. ↑  Schulze et al., S. 286